# Roua cerului
Roua cerului (Drosera rotundifolia) este o plantă erbacee mică, insectivoră, perenă, hidrofită din familia droseracee (Droseraceae) răspândită în Europa, Asia, America de Nord. Trăiește în regiunea de dealuri și montană, în turbării, unde vegetează în pernele de sfagnum (Sphagnum).
Are frunzele circulare, roșiatice, dispuse în rozetă bazală, acoperite pe fața superioară și marginal cu peri glanduliferi măciucați în vârf, a căror secreții lipicioase strălucesc în lumina soarelui ca picăturile de rouă (de unde și denumirea populară).
Are o tulpina floriferă scapiformă, simplă, erectă. Florile sunt mici, albe, dispuse într-o cimă scorpioidă; caliciu este tubulos și campanulat. Corolă este alingit-obovată; androceul are 5 stamine cu antere extrorse, iar gineceul are un ovar superior. Înflorește în lunile iunie-august. Fructul este o capsulă. Semințele sunt fusiforme, galbene-deschis, lungi până la 2 mm.
Planta ademenește insectele cu tentaculele (perii glanduliferi) acoperite cu o sevă vâscoasă de care se prind insectele. Tentaculele de pe marginea petalelor se închid, iar seva plantei învelește insecta și o dizolvă complet, până nu mai rămâne decât chitina.